# Río Alhárabe
De Río Alhárabe is een rivier in het zuidoosten van Spanje. De rivier ontspringt in het gehucht El Sabinar, een deelgemeente van Moratalla in de Spaanse autonome gemeenschap Murcia en mondt na een tocht van 50 kilometer ter hoogte van Calasparra uit in de Río Segura.
In de rivier mondt een beek uit, de Río Benamor.  Eens de twee waterlopen samengevoegd, wordt de Río Alhárabe ook al eens Río Moratalla genoemd.